# Fritz Pellkofer
Fritz Pellkofer (* 3. August 1902 in Bayrischzell; † 23. Januar 1943 in Rossosch, Sowjetunion) war ein deutscher Skilangläufer.

## Werdegang
Pellkofer gehörte gemeinsam mit Hans Bauer und Gustl Müller zum Bayrischzeller Kleeblatt. 1922 gründeten die Sportler schließlich den Skiclub Bayrischzell und 1930 die Bayrischzeller Skischule. 1928 wurde er mit der 4-mal-10-Kilometer Staffel des Bayerischen Skiverbandes deutscher Meister. Außerdem nahm er bei den Olympischen Winterspielen 1928 in St. Moritz am 50 km Rennen teil und belegte den 15. Rang.
Während des Zweiten Weltkriegs kämpfte Pellkofer an der Ostfront. Er wurde am 23. Januar 1943 als vermisst gemeldet; mutmaßlich ist er im Verlauf von Kampfhandlungen um die sowjetische Stadt Rossosch gefallen.
Pellkofer trat zum 1. Mai 1933 der NSDAP bei (Mitgliedsnummer 2.947.334) und war Zellenleiter.